# Ruska malonogometna reprezentacija
Ruska malonogometna reprezentacija predstavlja Rusiju u međunarodnim malonogometnim (futsal) natjecanjima u organizaciji nogometnih organizacija FIFA i UEFA.

## Uspjesi
Reprezentacija Rusije je nastupala na 4 svjetska i 6 europskih malonogometnih prvenstava, a najveći rezultat je ostvarila na Europskom prvenstvu 1999. godine u Španjolskoj gdje je osvojila prvo mjesto. Na Svjetskom malonogometnom prvenstvu održanom 1996. godine također u Španjolskoj ova je reprezentacija osvojila treće mjesto.